# Spaccotutto/L'amore è nell'aria
Spaccotutto è un singolo della cantante italiana Stefania Rotolo, pubblicato nel 1978.

## Descrizione
Spaccotutto era la sigla di coda della seconda edizione di Non stop, rivoluzionario varietà televisivo andato in onda tra 1977 e il 1978 sulla Rete 1. 
Il programma nacque nel primo periodo successivo alla Riforma RAI, un momento particolare nel quale gli autori televisivi si occupavano quasi esclusivamente di sperimentazione innovativa, sia nel linguaggio che nel format.
La sigla scritta da Marcello Mancini e Alessandro Centofanti, vede la soubrette distruggere a colpi di mazza da baseball diverse statue, coadiuvata da tutto il cast in un contesto di anarchia che ben sottolinea lo spirito del programma, quasi a voler distruggere definitivamente il varietà classico. 
Sul lato b è incisa L'amore è nell'aria, cover del celebre brano Love Is in the Air di John Paul Young, adattata nel testo italiano da Marcello Mancini.

## Tracce
1. Spaccotutto – 3:34 (Marcello Mancini, Alessandro Centofanti)
2. L'amore è nell'aria – 3:38 (Harry Vanda, George Young, Marcello Mancini)

Durata totale: 7:12

## Edizioni
- 1978 - Spaccotutto/L'amore è nell'aria (RCA Original Cast,  BB 6266, 7")